# Bull terrier miniatura
Il Bull terrier miniatura è una razza canina appartenente al gruppo 3 della nomenclatura FCI e più precisamente alla sezione 3 - Terrier di tipo Bull.

## Origini e storia
Il Bull Terrier ha origini nell'Inghilterra dell'800 dove ci si divertiva a far combattere i cani con enormi animali, quali tori o orsi, legati a dei pali. Per questo macabro spettacolo venivano principalmente utilizzati i bulldog ma con il passare del tempo si iniziò a ricercare dei cani con la stessa potenza fisica ma molto più agili e scattanti.
Venne così incrociato il bulldog con alcuni terrier ad oggi estinti e si selezionò il Bull and Terrier. Hinks poi ebbe l'idea di accoppiare il Bull and Terrier con alcune razze come il Dalmata, il White English Terrier e molte altre fino a che selezionò il Bull Terrier.
Lord Gladiator nel 1917 fu il primo Bull Terrier riconosciuto con l'aspetto che conosciamo oggi. Fu il primo cane senza stop ed esisteva solo ed esclusivamente nella versione bianca.
Venne poi cercata una versione più adatta alla vita d'appartamento e alla compagnia dell'essere umano. Venne allora ricercata la versione miniaturizzata del Bull Terrier standard, ed ecco che nacque il Bull Terrier Miniatura.

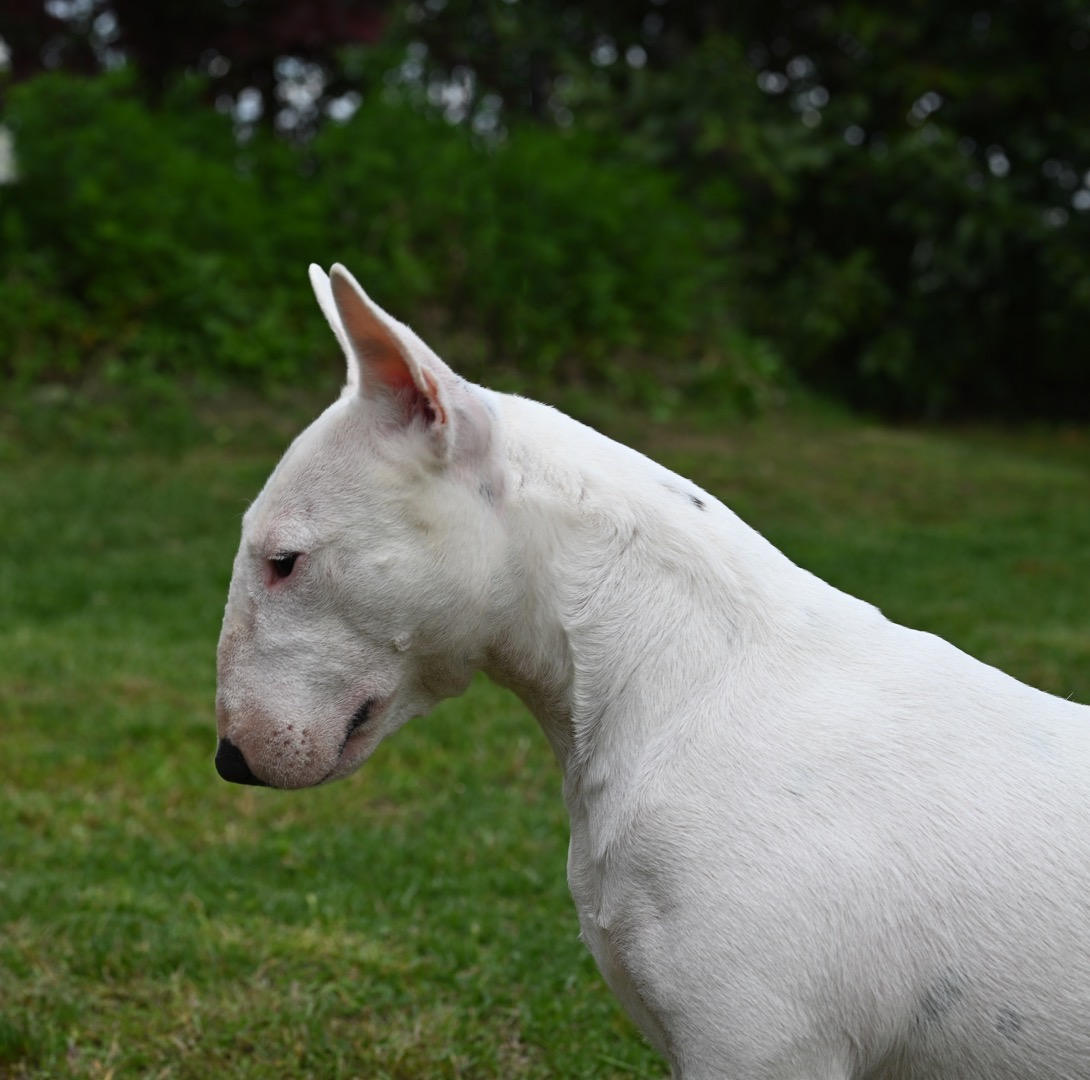
Esemplare femmina di Bull Terrier Miniatura

## Aspetto fisico
La testa è sicuramente ciò che più rappresenta il Bull Terrier sia nella versione standard che in quella miniatura con la sua forma ad uovo unica ed inconfondibile. Il muso non presenta stop e scende fino al tartufo creando una curva delicata. Gli occhi dovrebbero essere di forma triangolare di colore più scuro possibile e che sembra a volta abbiano un'espressione accusatoria.
Le orecchie sono attaccate alte e sono di forma triangolare. Dovrebbero essere abbastanza vicine tra loro e a forma di triangolo, rigido e appuntito. Il collo è corto e muscoloso.
Il corpo dovrebbe essere di forma tondeggiante, con un petto profondo ed una forte ossatura. Gli arti di media lunghezza dovrebbero essere perfettamente in appiombo. La coda corta viene portata orizzontalmente come proseguimento della linea dorsale che dovrebbe essere solida, mai cifotica o insellata.
Il pelo è molto corto e sono riconosciuti diversi colori con una preferenza per il tigrato.
Non c'è un limite di peso ma il Bull Terrier Miniatura deve risultare un cane proporzionato e tonico ("massimo della sostanza nel minimo volume").  Esiste invece un limite d'altezza al garrese di 35 cm.

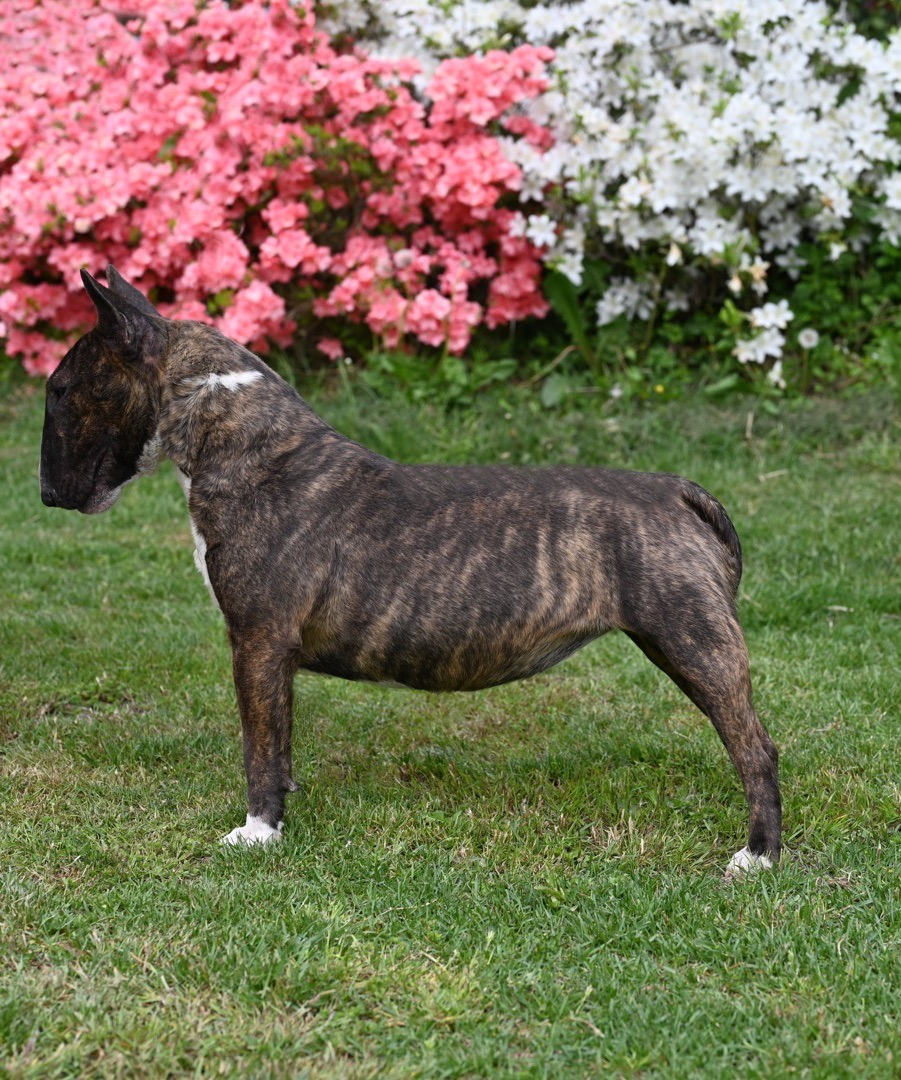
Esemplare femmina di Bull Terrier Miniatura in stand

## Carattere
Caratterialmente non è un cane semplice. È generalmente un cane con un carattere abbastanza forte e facilmente eccitabile che se non ben gestito potrebbe sfociare in aggressività.

## Salute e cure
La salute del Bull Terrier Miniatura è da considerarsi abbastanza buona. 
Ci sono vari test di salute da effettuare sui soggetti da riprodurre per scongiurare alcune patologie di razza quali: PLL (lussazione del cristallino), LAD (acrodermatite letale), LP (paralisi laringea) e PKD (policistosi renale)
Alcune volte gli esemplari bianchi potrebbero presentare dei piccoli problemi di dermatite o comunque essere più delicati a livello di cute e pelo.
Ha bisogno di un discreto movimento giornaliero alternato a momenti di esclusivo riposo. Può essere un cane molto attivo ma anche molto pigro a seconda della abitudini.